# Cyclone Bliss
Cyclone Bliss er en amerikansk stumfilm fra 1921 af Francis Ford.

## Medvirkende
- Jack Hoxie som Jack Bliss
- Frederick Moore som Bill Turner
- Evelyn Nelson som Helen Turner
- Fred Kohler som Jack Hall
- Steve Clemente som Pedro
- William Dyer som Slim
- James T. Kelley som Jimmie Donahue